# 장우성
장우성(張遇聖, 1912년 6월 22일 ~ 2005년 2월 28일)은 대한민국의 현대 화가이다. 본관은 단양, 아호는 월전(月田)이다.

## 생애
충청북도 충주에서 출생하여 지난날 한때 충청북도 단양에서 잠시 유아기를 보낸 적이 있으며 경기도 여주에서 성장한 그는 한학을 공부한 뒤 김은호 문하에서 한국화에 입문하였다. 그림 공부를 한 지 2년 만인 1932년 조선미술전람회 입선으로 등단하였는데, 첫 입선작은 바닷가의 파도와 갈매기를 묘사한 〈해빈소견〉이었다. 1944년에는 조선미술전람회 추천작가가 됨으로써 화가로서 최고의 영예도 얻었다.
광복 후 서울대학교와 홍익대학교 미술대학 교수를 지내면서 많은 제자를 양성하고 대한민국 동양화단에 큰 영향을 미쳤다. 대한민국예술원 회원을 역임했고, 은관 문화훈장(1976, 박정희 대통령 수여), 금관 문화훈장(2001, 김대중 대통령 수여)을 차례로 수여받았다. 전통 문인화의 화법을 현대적 감각으로 변용하여 대한민국 한국화의 새로운 경지를 개척해왔다는 평을 듣는다.
문인화 전통에 따른 수묵담채 위주의 인물화를 그리면서도 초기부터 서구풍의 사실적인 표현을 도입하였다. 대표작 중 하나인 〈춤〉은 간결한 선의 힘을 강조하고 여백을 활용하는 화풍을 잘 반영하고 있다. 인물화, 산수화, 정물화를 즐겨 그렸고, 학과 백로도 주요 소재였다. 2001년 90세의 나이로 휴대전화를 든 여인의 모습을 그린 현대적 인물화를 발표했을 만큼 말년까지 활발한 활동을 했다.
나라의 대표적인 훈장을 받은 예술가임에도 사후 친일에 관한 논쟁이 있는 화가이다. 민간단체 민족문제연구소가 2008년 친일인명사전에 수록하기 위해 정리한 친일인명사전 수록예정자 명단 미술 부문에 선정되었는데 그 사례로 일제강점기 말기에 어용 전시회인 반도총후미술전람회에 출품하기 위해 부동명왕(不動明王)을 준비한 점이 쟁점이 되었다.

다만 대한민국의 대통령 소속 친일반민족행위진상규명위원회가 《일제강점하 반민족행위 진상규명에 관한 특별법》을 적용, 조사하여 공식 발표한 일제강점기의 친일반민족행위자 명단에는 빠져 있어 공식적으로 친일명단에 들어간 것은 아니며, 해방 직후 친일인물을 제외하고 설립된 조선미술건설본부의 위원으로 활동했으며 대표적인 친일 문제 연구자인 임종국의 '황국신민화 시절의 미술계'(1983)에도 친일 미술가 명단에 명백히 제외 되어 있어 친일 논쟁에 관한 다양한 의견이 있다. 더불어 독립운동가 성천 류달영 선생과 막역한 사이였던 월전 장우성이 친일파였으리 만무하다는 의견도 있다. 성천 류달영의 삶과 사상을 기록한 책에도 월전과의 일화를 쓴 내용이 있는데 내용은 아래와 같다. 
'당시 류달영과 영릉 참배를 함께했던 친구로 여주가 고향인 동양화가 월전 장우성 화백이 있다. 평생지기로 보낸 두 사람은 앞서거니 뒤서거니 세상을 떠난 시기도 비슷했다. 류달영은 장우성이 그린 <기(祈)>라는 그림을 보고 친구의 속뜻을 짚어 냈다. 그림에는 흰 옷을 입고 머리를 숙이고 서 있는 두 사람의 젊은 여성과 꽃다발을 한아름 안고 꿇어앉아 있는 여성이 있다. 일본이 마지막 발악을 할 때여서 그림에 민족 감정을 조금이라도 드러내면 안된다는 것을 우리는 이미 ‘성서조선 사건’으로 잘 알고 있다. 당시 일본인들은 이 그림이 일본의 전쟁 승리와 제국주의의 번영을 기원하는 것으로 생각해 공식 그림 대회인 선전(鮮展)에 입상시켰다. 하지만 류달영만은 월전 화백의 속마음을 꿰뚫어 보고 있었다. 세종대왕릉에 함께 참배하는 친구가 일본인의 전승을 기원하는 그림을 그렸을 리가 없는 것이다. 그는 이렇게 말했다. 이 그림은 간소한 선과 담백한 색채에 높은 기품이 서려 있고 흰 눈 속에서 더욱 푸르른 소나무의 넋이 그림 가운데 있는 젊은 여성들에게 깃들어 있는 듯 느껴졌다. 제복이 말하는 ‘기원’은 바로 조선의 독립과 광영을 염두에 두었다고 보아야 정확한 작가의 의도일 것이다. 후일 월전은 자신이 수집한 엄청난 양의 질 높은 고서화를 이천시에 기증했고 이천시는 설봉공원 내에 월전 미술관을 지었다. 그런데 일부 시민들이 선전에서 입선한 이 작품을 트집 잡아 월전을 친일파로 몰았다. 하지만 독립유공자인 유달영이 이 그림에 깃든 사연을 글로 남겨 두어 월전은 누명을 모면할 수 있게 되었다. 류달영은 친구에게 이 그림을 빌려 달라고 요청해 자신이 재직하던 개성 호수돈여학교 현관에 전시했다. 자식처럼 사랑하던 순결한 제자들에게 나라를 위한 간절한 기원을 가르쳐 주기에 이 그림만큼 적합한 장면은 찾기 어려웠기 때문이다.'
그럼에도 분분한 의견으로 2005년 서울대학교 교내 단체가 발표한 '서울대학교 출신 친일인물 1차 12인 명단'에도 들어 있다. 월전 장우성은 대한민국 표준영정 제1호 충무공이순신 영정을 그린 화가이기도 하다. 그는 충무공의 영정 뿐만 아니라 유관순의 표준영정도 그렸었는데, 친일 행적과 관련하여 그가 그린 유관순의 정부표준영정을 교체해야 한다는 주장도 있었으며, 이러한 주장에 대하여 유족들은 장우성이 "일제시대 화가로 입문하기 위해 상을 받고 활동을 했을 뿐"이라고 반박한 바 있다 하지만 당시 유관순의 사진을 통해 그린 장우성의 유관순 정부표준영정은 유관순 열사가 고문으로 얼굴이 부어 있는 상태의 사진을 참고하여 그린 영정이었기 때문에 이후에 여러가지 논의를 통해 제대로 된 유관순 열사의 얼굴을 찾자는 논의가 있어왔으며, 장우성이 2005년에 사망하면서 윤여환 충남대학교 회화과 교수가 유관순의 정부표준영정을 새로 제작하게 되었다. 윤여환이 제작한 유관순의 정부표준영정은 2007년에 새로 지정되었다.

## 같이 보기
- 이천시립월전미술관

## 참고자료
- 한국문화예술위원회, 월전 장우성
- 이선민 (2005년 3월 1일). “월전 장우성 타계와 친일보도 - [온라인 기자칼럼] 친일행적 침묵하면서 식민통치 비판하나”. 미디어오늘. 2008년 5월 29일에 확인함.
- 허문명 (2005년 2월 28일). “한국화단 거목 월전 장우성 화백…日영향 벗은 독자적 한국화 개척”. 동아일보. 2007년 11월 1일에 확인함.[깨진 링크(과거 내용 찾기)]